# Championnat de Yougoslavie de football 1971-1972
Navigation
Saison précédente Saison suivante
La saison 1971-1972 du Championnat de Yougoslavie de football est la quarante-troisième édition du championnat de première division en Yougoslavie. Les dix-huit meilleurs clubs du pays prennent part à la compétition et sont regroupées en une poule unique où chaque formation affronte deux fois ses adversaires, à domicile et à l'extérieur. En fin de saison, les deux derniers du classement sont relégués et remplacés par les deux meilleures équipes de deuxième division.
C'est le club du FK Zeljeznicar Sarajevo qui remporte la compétition, en terminant en tête du classement final, avec deux points d'avance sur le FK Étoile rouge de Belgrade et six sur l'OFK Belgrade. C'est le tout premier titre de champion de Yougoslavie de l'histoire du club.
Le tenant du titre, le Hajduk Split, ne prend que la 10e place, à 20 points du Zeljeznicar, mais remporte néanmoins un nouveau trophée grâce à son succès en Coupe de Yougoslavie.

## Les clubs participants
| - Partizan Belgrade - Dinamo Zagreb - FK Étoile rouge de Belgrade - Hajduk Split - FK Vojvodina Novi Sad - FK Radnički Kragujevac - FK Radnicki Nis - NK Maribor - FK Sutjeska Nikšić - Promu de D2 | - Velez Mostar - FK Borac Banja Luka - OFK Belgrade - FK Vardar Skopje - Promu de D2 - FK Sarajevo - FK Zeljeznicar Sarajevo - FK Sloboda Tuzla - NK Celik Zenica - Olimpija Ljubljana |

## Compétition

### Classement
Le classement est effectué en utilisant le barème classique (victoire à 2 points, match nul un point, défaite zéro point).
| Rang | Équipe                   | Pts | J  | G  | N  | P  | Bp | Bc | Diff |
| ---- | ------------------------ | --- | -- | -- | -- | -- | -- | -- | ---- |
| 1    | FK Zeljeznicar Sarajevo  | 51  | 34 | 21 | 9  | 4  | 55 | 20 | +35  |
| 2    | Étoile rouge de Belgrade | 49  | 34 | 19 | 11 | 4  | 57 | 21 | +36  |
| 3    | OFK Belgrade             | 45  | 34 | 17 | 11 | 6  | 56 | 26 | +30  |
| 4    | FK Vojvodina Novi Sad    | 42  | 34 | 15 | 12 | 7  | 50 | 38 | +12  |
| 5    | FK Partizan Belgrade     | 40  | 34 | 15 | 9  | 10 | 41 | 35 | +6   |
| 6    | FK Velez Mostar          | 38  | 34 | 14 | 10 | 10 | 58 | 32 | +26  |
| 7    | FK Sloboda Tuzla         | 35  | 34 | 12 | 11 | 11 | 34 | 33 | +1   |
| 8    | Dinamo Zagreb            | 32  | 34 | 11 | 10 | 13 | 47 | 40 | +7   |
| 9    | Olimpija Ljubljana       | 31  | 34 | 13 | 5  | 16 | 46 | 51 | -5   |
| 10   | Hajduk Split (T) (C)     | 31  | 34 | 12 | 7  | 15 | 45 | 56 | -11  |
| 11   | FK Vardar Skopje (P)     | 30  | 34 | 8  | 14 | 12 | 31 | 44 | -13  |
| 12   | NK Čelik Zenica (C4)     | 30  | 34 | 9  | 12 | 13 | 27 | 40 | -13  |
| 13   | FK Borac Banja Luka      | 30  | 34 | 12 | 6  | 16 | 31 | 46 | -15  |
| 14   | FK Radnicki Nis          | 29  | 34 | 11 | 7  | 16 | 38 | 49 | -11  |
| 15   | FK Sarajevo              | 28  | 34 | 10 | 8  | 16 | 43 | 46 | -3   |
| 16   | FK Sutjeska Nikšić (P)   | 28  | 34 | 9  | 10 | 15 | 25 | 39 | -14  |
| 17   | FK Radnički Kragujevac   | 24  | 34 | 7  | 10 | 17 | 24 | 55 | -31  |
| 18   | NK Maribor               | 20  | 34 | 3  | 14 | 17 | 24 | 61 | -37  |

|  | Qualification pour la Coupe d'Europe des clubs champions 1972-1973                                                                               |
|  | Qualification pour la Coupe des Coupes 1972-1973                                                                                                 |
|  | Qualification pour la Coupe UEFA 1972-1973 |
|  | Qualification pour la Coupe Mitropa 1972-1973 |
|  | Relégation directe en deuxième division |
|  | (T) : Tenant du titre (C) : Vainqueur de la Coupe de Yougoslavie (P) : Promu de deuxième division (C4) : Vainqueur de la Coupe Mitropa 1971-1972 |

## Bilan de la saison
| Championnat de Yougoslavie de football 1971-1972                        |                                  |
| Champion                                                                | Zeljeznicar Sarajevo (1er titre) |
| Coupes et trophées                                                      |                                  |
| Vainqueur de la Coupe de Yougoslavie 1971-1972                          | Hajduk Split                     |
| Qualifications continentales                                            |                                  |
| Coupe d'Europe des clubs champions 1972-1973                            | Zeljeznicar Sarajevo             |
| Coupe des Coupes 1972-1973                                              | Hajduk Split                     |
| Coupe UEFA 1972-1973                                                    | FK Étoile rouge de Belgrade      |
| Coupe UEFA 1972-1973                                                    | OFK Belgrade                     |
| Coupe UEFA 1972-1973                                                    | FK Vojvodina Novi Sad            |
| Coupe Mitropa 1972-1973                                                 | NK Celik Zenica (tenant)         |
| Promotions et relégations                                               |                                  |
| Promus en Prva Liga                                                     | FK Bor                           |
| Promus en Prva Liga                                                     | Spartak Subotica                 |
| Relégués en Championnat de Yougoslavie de football de deuxième division | FK Radnički Kragujevac           |
| Relégués en Championnat de Yougoslavie de football de deuxième division | NK Maribor                       |